# 토카막

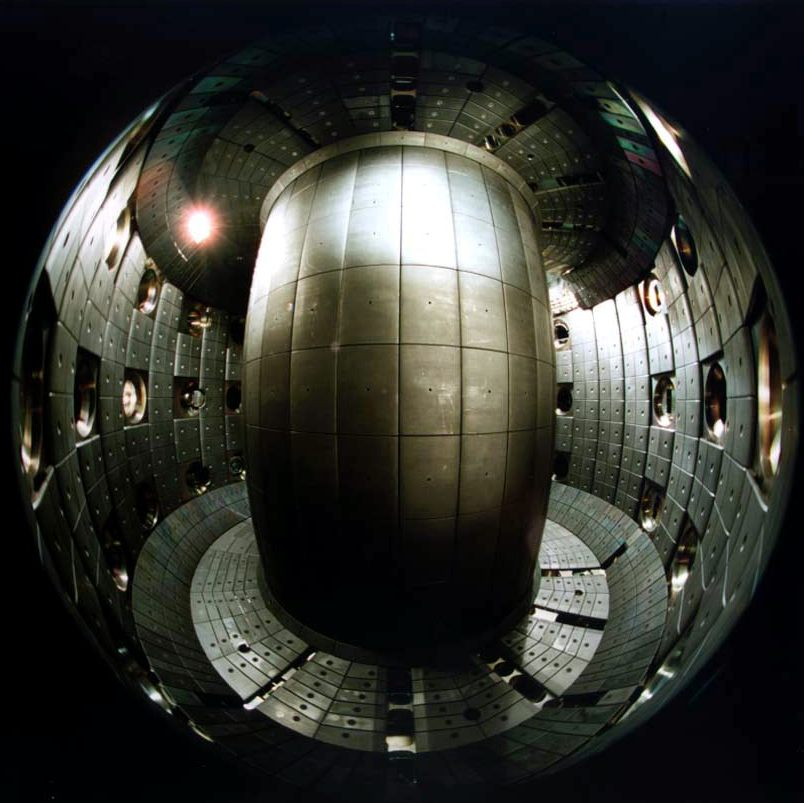
토카막의 내부.

토카막(러시아어: Токамак)는 핵융합 발전에서, 태양처럼 핵융합 반응이 일어나는 환경을 만들기 위해 초고온의 플라즈마를 자기장을 이용해 가두는 도넛형 장치이다. 이런 가두어진 플라즈마를 안정화시키기 위해서는 자기장뿐만 아니라 내부에 전류가 흐르게 하여야 하며 플라즈마가 벗어나지 않게 하기 위한 또 다른 자기장이 필요하다. 자기장을 이용하여 플라즈마를 가두는 많은 장치들이 있지만 그중 가장 많은 연구 진척도가 왔으며 핵융합 발전에 가장 최적의 장치로 손꼽히고 있다.

## 정의
핵융합은 두 개의 원자가 합쳐져 새로운 물질을 만들 때 질량이 손실되어 에너지가 방출되는 것을 말한다. 유사한 원리로 원자력이라고 불리는 핵분열 반응은 무거운 원자가 외부 자극에 의해 분열하게 될 때 질량손실이 일어나게 되어 아인슈타인의 상대성 원리 공식에 따라 에너지를 방출한다. 예를 들면 현재 한국에서 가동 중인 핵분열 원자력 발전소에서는 우라늄을 분해하여 전기를 얻고 있다. 핵융합 반응을 가장 쉽게 볼 수 있는 것은 태양이다. 태양이 불타고 있는 이유는 태양 내부에서 수소, 헬륨이 서로 핵융합 반응을 하고 있기 때문이다. 이 과정을 통해 태양은 초당 4조W의 100조배에 달하는 에너지를 방출하고 있다.
이런 핵융합 반응은 중수소와 삼중수소의 반응, 중수소와 중수소의 반응, 중수소와 헬륨의 반응, 중수소와 리튬의 반응 등 여러 가지 형태로 나타날 수 있다. 이 중 핵융합 발전을 위해 가능한 연료로는 지구 상에서 누구나 쉽게 얻을 수 있어야 하며 핵융합 반응이 쉽게 일어날 수 있어야 한다는 조건이 있어야 한다. 이를 만족하는 연료로 현재는 중수소와 삼중수소의 반응이 핵융합 반응으로 추대되고 있다. 왜냐하면 중수소는 바닷물에서 아주 쉽고 저렴하게 구할 수 있으며 삼중수소 또한 바닷물에서 구한 리튬을 통해 쉽게 만들 수 있기 때문이다. 이런 핵융합 반응이 일어나기 위해서는 두 가지 중요한 기술이 필요하다. 첫 번째 기술은 플라즈마를 1억도씨 이상으로 가열하는 기술이고 두 번째는 이런 초고온 플라즈마를 핵융합 장치에 가두는 기술이 필요하다.

### 토카막 구동 원리

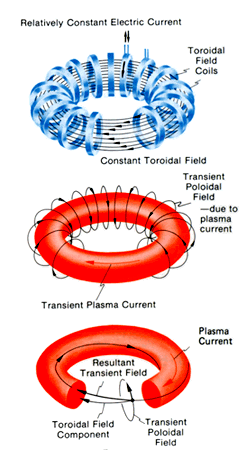
토카막 내부의 자기장

핵융합 반응을 일으키기 위해 초고온 플라즈마를 가두는 장치로 크게 두 가지로 나눌 수 있다. 첫 번째는 자기장을 이용하는 방식이며 두 번째는 관성을 이용하는 방식이다. 그중 토카막은 자기장을 이용하는 방식이다. 만약 자기력선이 있다면 그 자기력선을 따라 전자와 이온들은 나선형의 모습을 띠며 반대 방향으로 움직이게 된다. 이런 전자와 이온들을 가두기 위해서는 도넛 형식의 장치를 만들어 그 안에 자기력선을 장치 내부를 따라 계속 흘려주게 되면 전자와 이온은 계속 장치 안을 돌게 될 것이다. 이렇게 돌면서 가두기 위하여 도넛 모형의 안쪽에 TF 코일을 설치하게 되어 전류를 흘려준다. 하지만 이 코일에 의한 자기장은 장치 내부에서 일정하지 않고 거리에 따라 달라지기 때문에 전자와 이온들이 서로 멀어져 밖으로 빠져나가게 된다. 이를 상쇄하기 위하여 토카막에서는 플라즈마 내부에 전류를 흘려주게 된다. 전류를 흘려주는 방식은 패러데이의 법칙을 이용하는 것으로 도넛 내부에 솔레노이드를 설치하여 자기장의 변화를 주고 이를 통해 플라즈마 내부에 전류를 흘려주게 되는 것이다. 이렇게 전류를 흘려주면 전자와 이온들이 밖으로 빠져나가지 않고 장치 내부에서 머무르게 된다. 이런 초고온 플라즈마를 조절하지 못 한다면 안 되기 때문에 우리가 원하는 모형 그리고 위치를 조절하기 위해 장치 외부에 PF 코일을 설치하여 자기력선의 모양을 만들고 위치를 고정하게 되면 토카막는 구동하게 된다.

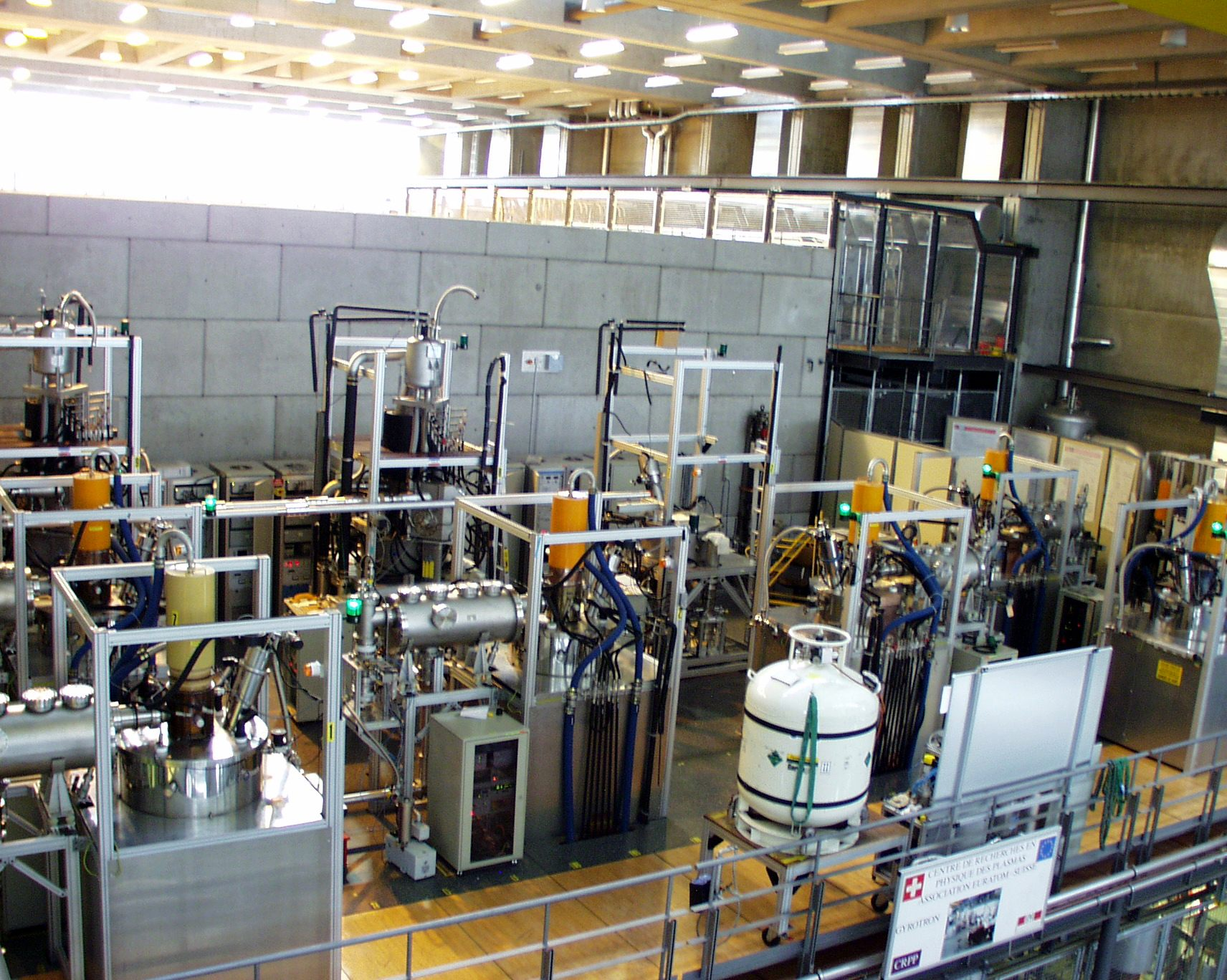
토카막의 내부 설비

## 토카막의 디자인
플라즈마 융합에서의 양과 음으로 대전된 이온과 음전하 전자들은 아주 높은 온도에 있고 따라서 매우 빠른 속도를 가지고 있다. 융합 과정을 계속하기 위해서는 뜨거운 플라즈마 상태의 입자들은 중심에 가둬져야한다. 만약 그렇지 않으면 플라즈마는 매우 빠르게 식는다. 자기 밀폐 융합 장치는 자기장에서의 전하들이 로렌츠 힘을 받고 따라서 필드의 길을 따라 난 나선형의 길을 따라간다는 사실을 이용한다.
연구원들은 균형의 축을 따라서 자기장 선이 원을 그리는 도넛형 필드가 플라즈마를 가둔다는 사실을 발견해냈다. 이것은 각각의 입자 궤도를 보는 것으로 이해할 수 있다. 입자들은 필드 라인 주위에서 나선형으로 필드를 휘몰아친다. 도넛형의 공간이 굽어있고 순환축으로부터 멀어짐에 따라 힘이 감소하기 때문에 이온과 전자는 축과 평형으로 움직인다. 그 전하 분리는 전기장을 만들고 추가적인 이동을 만든다. 다른 방법으로, 플라즈마는 자기장이 고정된 유체의 토러스로 이해될 수 있다. 플라즈마 압력은 토러스를 확장시키려고 하는 힘을 만들어 낸다. 플라즈마 밖의 자기장은 이 확장을 막을 수 없다.
도넛형의 플라즈마가 효과적으로 자기장에 의해 가둬지기 위해서는 필드 라인이 꼬여 있어야 한다. 그렇게 되면 축에서 원을 그리는 더 이상의 선속관은 없다. 하지만 만약에 필드 라인이 충분한 균형을 가지고 꼬여 있다면, 선속은 다시 드러난다. 선속면에서의 약간의 플라즈마는 토러스의 밖(low-field side)에 있을 것이고 토러스의 원의 축으로부터 더 밀리 있는 다른 선속면으로 움직일 것이다. 선속면에서의 플라즈마에서 다른 부분은 안쪽(high-field side)에 있을 것이다. 플라즈마 밖의 움직임의 일부분이 안의 움직임에 의해서 보정되기 때문에 이들을 더욱 잘 가둘 수 있다. 필드 라인을 꼬는 것의 효과를 보는 다른 방법은 토러스의 꼭대기와 맨 밑 사이의 밖의 움직임을 유도하는 경향이 있는 전기장이다. 전기장은 이제 필드 라인이 맨 위에서 아래까지 연결되어 있기 때문에 약화된다.
문제를 훨씬 더 자세하게 생각한다면, 전기장의 수직 성분을 더 필요로 하게 된다. 수직 장에서 도넛형 플라즈마 흐름의 로렌츠 힘은 플라즈마 토러스를 평형 상태로 유지하는 힘을 안쪽으로 준다.
이 큰 도넛형 전류가 있는 장치는 안정성의 문제를 겪는다. 자기유체역학적인 불안정이 있는 비선형으로의 변화가 있으면 아주 짧은 시간 내에 플라즈마 흐름이 끊긴다.

## 역사
핵융합에 관한 연구가 세계 2차 대전 직후 시작되었음에도 불구하고 많은 나라들의 핵융합에 관한 프로그램들은 비밀리에 진행되었다. 1955년이 되어서야 원자력에너지의 평화적이용에 관한 국제회의에서 그 프로그램들은 기밀에서 해제되었고 국제적인 과학적 협동이 이를 대체했다.
토카막 시스템에 관한 실험적인 연구는 1956년에 Lev Artsimovich가 이끄는 소비에트 연방의 과학자들에 의해서 모스크바에 있는 쿠르차토프 연구소에서 시작됐다. 쿠르차토프 연구소는 첫번째 토카막 T-1을 1958년에 실험했고 가장 성공적인 토카막인 T-3와 이것의 더 큰 유형인 T-4를 건설했다. T-4는 1964년 노보시비르스크에서 실험이 진행되었으며 첫번째로 준안정준위의 열핵융합반응을 진행시켰다.
1968년에 플라즈마 역학과 노보시비르스크에 통제된 핵융합 연구에 관한 세번째 IAEA 국제 회의에서 소비에트 연방 과학자들은 토카막 내부에서 1000eV가 넘어서는 전자 온도에 도달했다고 밝혔다. 영국과 미국의 과학자들은 이러한 사실을 회의적으로 받아들였다. 그들은 다음해 레이저 산란에 의해 이 사실들이 진실로 밝혀졌을 때까지 그들은 의심스럽게 이 사실을 받아들였다.
1973년에는 JET(the Joint European Torus)에 관한 설계가 시작되었다.

## 플라즈마가열
앞서서 이야기하였듯이 핵융합 반응이 일어나기 위해서는 두 가지 중요한 기술이 필요하다. 그중 한 가지가 플라즈마를 초고온으로 가열하는 방법이다. 현재 토카막 방식에서는 토카막 자체만으로는 원하는 온도를 올릴 수 없기에 여러 가지 방법을 통해 플라즈마를 가열하고 있다.

### 저항에 의한 가열
앞에서 이야기하였듯이 토카막 내부 플라즈마에는 전류가 흐른다. 플라즈마 상태는 도체 상태이므로 전류가 흐르는 것에는 문제가 없다. 하지만 도체 상태와 마찬가지로 플라즈마에는 저항이 있다. 만약 저항이 있다면 그로 인해 열이 발생하게 될 것이고 이것이 플라즈마를 가열시키는 역할을 하게 된다. 플라즈마는 도체이기 때문에 저항이 얼마 안 되지만 전류가 상당히 크기 때문에 열을 발생시켜 온도를 높이게 된다. 하지만 계속 온도가 올라갈수록 플라즈마의 저항이 줄어들게 되고 이로 인해 높일 수 있는 온도에 한계가 오게 된다. 하지만 토카막는 초고온 플라즈마를 만들어야 하기 때문에 저항에 의한 가열로는 만족시킬 수 없다. 그러므로 외부에서 가열을 위한 다른 방법들이 필요하다.

### 중성입자에 의한 가열
플라즈마를 가열시키는 다른 방법으로 중성 입자에 의한 가열방법이 있다. 외부에서 에너지가 높은 중성 입자를 발생시켜 플라즈마 내부 입자들과 부딪혀 온도를 높이는 방법이다. 토카막 내부에는 자기장이 걸려 있기 때문에 어떤 전하를 가진 입자는 쉽게 들어갈 수 없기 때문에 중성 입자를 입사시킨다. 하지만 중성 입자를 가속시키는 방법이 어렵기 때문에 먼저 음이온을 가속 시킨 다음 그 이온을 중성화시켜서 플라즈마 내부에 입사시켜 플라즈마 온도를 높이게 된다. 이 방법을 통해 플라즈마의 불안정성도 해결할 수 있기에 많은 토카막에서 사용하고 있다.

### 전자기파에 의한 가열
전자레인지와 같은 방식으로 토카막 내부에 전자기파를 유입시켜 플라즈마를 가열시키는 방법이다. 전자기파가 토카막 내부에 유입이 되게 되면 플라즈마 자체가 가지고 있는 주기와 동일한 주기의 파를 입사시켜 플라즈마 내부의 전자나 이온들의 속도가 빨라져 온도를 높이게 되는 것이다. 이를 ECRH(Electron Cyclotron Resonance Heating) 또는 ICRH(Ion Cyclotron Resonance Heating)라고 한다. 이외에도 여러 가지 전자기파를 이용하여 토카막를 가열시킬 수 있다.

## 토카막 냉각
토카막 반응로에서의 플라즈마 융합 반응은 큰 양의 높은 에너지를 가진 중성자를 생산한다. 이 중성자들은 자기장에 의해 영향을 받지 않기 때문에 더 이상 플라즈마의 흐름 속에 잡혀있지 않게 된다. 도넛 모양의 자석과 토카막의 내부 벽에 의해 정지될 때까지 중성자들은 계속 움직인다. 이 자유 중성자가 플라즈마 흐름으로부터 열을 추출해 내는데 쉬운 방법을 제공해주기 때문에 토카막 반응로의 큰 이점이다. 이것이 융합로가 사용 가능한 에너지를 생산하는 방법이다. 이 중성자들이 반응로 벽을 녹이기에 충분한 에너지를 생산하기 때문에 토카막의 내부 벽은 냉각되어야만 한다. 저온 계(system)는 초전도 자석으로부터 열 손실을 막기 위해서 사용된다. 대부분 액체 헬륨이나 액체 질소가 냉각제로 사용된다. 높은 온도를 견뎌내기 위해 특별히 제작된 세라믹 판은 열로부터 자석과 반응로를 지키기 위해 내부의 원자로에 붙어 있다.

## 한국의 상황
한국에서의 토카막의 역사는 SNU79부터 시작된다고 할 수 있다. 핵융합에 대한 기술이 발전되어가고 있을 때 서울대학교에서도 그 보조를 맞추어 79년에 토카막형 핵융합로를 만들었다. 하지만 큰 성과를 보이지는 않았다. 그러던 중 1995년부터 개발을 시작하여 2007년 완공이 된 KSTAR(Korea Superconducting Tokamak Advanced Research)로 본격적인 기술 개발이 시작되었다고 할 수 있다. 현존하는 토카막들은 보통 일반 코일을 사용하여 전류를 높이는데 한계가 있었으나 KSTAR는 초전도 코일을 사용함으로써 높은 전류를 흐를 수 있게 되어 미래형 핵융합로라고 할 수 있다. KSTAR는 2008년 첫 플라즈마를 켬으로서 그 가능성을 보였으며 앞으로 ITER라는 세계 공용 핵융합로의 모델로서 그 임무를 수행하게 될 것이다.

## 같이 보기
- 스텔라레이터
- 핵융합 발전